# Raquel Micó Sánchez
Raquel Micó Sánchez (* 29 de juliol de 1979, Alacant, País Valencià) és una pilotària professional alacantina a la modalitat del frontenis.
Als 8 anys va començar a jugar al frontenis amb els seus germans i els seus cosins a l'Escola Frontenis del CAM Villenense. Encara que de petita no en tenia grans aspiracions com per omplir planes senceres de diaris,va trobar la seva motivació en ésser millor persona i esportista així com tindre una vida digna que li podria oferir la formació, ja que hi venia d'una familia humil, la qual cosa va fer que treballara a la vegada que estudiava i entrenava.
Els seus primers títols els va obtindre a la categoria infantil, on assolí el Campionat de la Comunitat Valenciana conjuntament amb Milagros López. Ja com cadet començà a jugar amb la seva cosina Izaskun Hernando,amb la qual va representar al Club Atlético Montemar d'Alacant quan als 15 anys s'inicià en la modalitat internacional del frontenis.
El 1997, Raquel i Izaskun van guanyar el Subcampionat d'Espanya Absolut de Frontenis Femení, amb el CAM Villenense. A l'any següent a Mallorca va aconseguir el seu primer títol de Campiones d'Espanya Absolutes i aquí van establir un rècord de deu títols consecutius sota les indicacions del seu entrenador Julián Hernando (el seu oncle).
El 1999 es va traslladar a València per compaginar els seus estudis en la Llicenciatura d'Educació Física amb els entrenaments al Centre Especialitzat de Tecnificació Esportiva de Pilota (tutelats per Guillermo Rojas i Conrado Frías). Aquest any viatja a Buenos Aires (Argentina) per representar a Espanya en la Selecció de Pilota i aconsegueix juntament amb Izaskun, Sara i Sandra el Campionat del Món Sub-22. Dos anys més tard es proclama Campiona d'Europa per Clubs juntament amb Izaskun, durant 7 anys consecutius. Aquest mateix any va representar a Espanya en la Copa del Món Absoluta i aconsegueix junt Izaskun, Marina i Fani el tercer lloc. A l'any següent aconsegueix el Subcampionat del Món Absolut de la seva modalitat (juntament amb Izaskun, Arancha i Marina) a Pamplona i el Campionat per Equips.
El 2005 guanya el Subcampionat de la Copa del Món d'Elx i assolí el Subcampionat del Món de Mèxic. Els seus resultats i palmarès van fer que fos nomenada com la millor esportista femenina de l'any 2006 a la Diputació d'Alacant. No obstant va ser derrotada aquest mateix any al mondial a Mèxic D F amb Ikazkun.
Va estudiar un Màster en Gestió i Administració de l'Esport a la Universitat Complutense de Madrid.
Des de l'any 2009 fins al 2014 va formar parella amb Jennifer Sans i juntes han estat Campiones i Subcampiones d'Espanya i també Campiones de la Copa d'Europa. Es va proclamar juntament amb les seves companyes de Selecció (Miriam Aranaz, Elena Medina i Maria Medina), campiones de la copa del món absoluta de Frontó 30 metres, aconseguint així Espanya, per primera vegada en la història aquest títol tan preuat, l'any 2009.